# Charles Parzudaki
Charles Parzudaki (* 7. Mai 1806 in Chania, Kreta, Osmanisches Reich; † 30. Dezember 1889 in Nointel, Département Oise) war ein osmanisch-französischer Ornithologe und Naturalienhändler.

## Leben und Wirken
Zur Zeit seiner Geburt gehörte Chania zum Osmanischen Reich. Es könnte sein, dass seine Familie zunächst nach Syros zog, das in dieser Zeit Heimat vieler Katholiken war, die unter dem Schutz Frankreichs standen. Dies könnte Parzudaki in den 1820ern oder frühen 1830ern die Migration nach Frankreich erleichtert haben. Die französische Staatsbürgerschaft erhielt er erst am 6. Mai 1848. Bereits am 19. August 1837 heiratete er in Paris Clarisse Moreuil (1807–1884). Am 20. September 1834, also drei Jahre vor ihrer Heirat, wurde ihr einziges gemeinsames Kind Eugénie Emilie geboren. Clarisse Moreuil war bereits am 7. Februar 1828 in Nointel mit den Möbelhändler François Napoléon Fauqueux (1806–1833) verheiratet gewesen, mit dem sie den Sohn François Charles Émile, kurz Émile, (1829–1899) hatte, den sie mit in die zweite Ehe brachte. Émile fügte 1858 per Dekret seinen Namen ebenfalls den Nachnamen Parzudaki hinzu.
Der Name der Parzudakis wurde in der Literatur oft unterschiedlich geschrieben. So nannte ihn u. a. Louis Alexandre Auguste Chevrolat 1845 Parsudaki, René Primevère Lesson 1838 Parzudhaki 1840 Parduzaki, Paul Gervais 1844 Parzudacki, Charles Lamy 1839 Parzudakey oder Hermann Schlegel 1862 Parzudacky.
Charles Parzudaki wurde für seine hervorragenden taxidermischen Exponate, die er bei der Exposition publique des produits de l’industrie française ausstellte, in den Jahren 1839, 1844 und 1849 ausgezeichnet.
Um 1839 begann er einen Naturalienhandel in der 2 rue Bouloi, den er später gemeinsam mit seinem Stiefsohn Émile bis ca. 1864 führte. Zur Verbesserung ihrer Exponate hatten sie Unterstützung von Künstlern wie Elie Maillard (1838–1887), die die Glasaugen der Bälge nachmalte, oder dem Bildhauer Jules Dalou (1838–1902), der die üblichen Stopfmaterialien durch Ton ersetzte. Bälge der beiden Parzudakis findet man heute noch in zahlreichen naturhistorischen Museen. Auch private Sammler wie John Gould, Frédéric de Lafresnaye, Philip Lutley Sclater, George Loddiges, Thomas Campbell Eyton, Thomas Powys, 4. Baron Lilford oder Louis Antoine François Baillon bezogen Bälge aus ihrem Naturalienhandel. Auch wenn die Kernkompetenz des Hauses die Vögel waren, handelte es auch mit Vogeleiern, Muscheln, Insekten, Skorpionen, Amphibien und Säugetieren. Viele ihrer Bälge führten zu neuen Erstbeschreibungen, auch fanden sich einige Exponate von Arten darunter, die heute als ausgestorben gelten. Charles selbst beschrieb 1845 mit dem Isaacson-Schneehöschen (Eriocnemis isaacsonii (Parzudaki, 1845)) eine Art, die heute als ausgestorben bzw. als Hybride betrachtet wird.
1840 wurde Parzudaki (als Parzudhaki) von Jean Baptiste Alexandre André Esprit Ricord (1792–1876) als Mitglied Nummer 185 der Société Cuvierienne vorgestellt und präsentierte der Gesellschaft Gustav Hartlaub als neues Mitglied. In Revue Zoologique par La Société Cuvierienne, Magasin de zoologie, d’anatomie comparée et de palaeontologie und Revue et magasin de zoologie pure et appliquée publizierte er zwischen 1841 und 1849 sechs Artikel, die sich mit neuen Vogelarten beschäftigten. So war er Erstbeschreiber der Weißbandpipra (Manacus candei (Parzudaki, 1841)), des Weißbart-Helmkolibris (Oxypogon lindenii (Parzudaki, 1845)) und des Weißbrauen-Zwergkotingas (Iodopleura isabellae Parzudaki, 1847).
Wie lange Charles im Geschäft tätig war und wann er nach Nointel umzog, ist nicht bekannt. Das Geschäft existierte noch bis ca. 1867, wurde aber nur noch im Zusammenhang mit Émile erwähnt. Oft findet sich in der Literatur, dass Charles in Kolumbien reiste, um dort zu sammeln. Sehr wahrscheinlich stammte diese Aussage aus einer Falschinterpretation von Museumslabeln, denn es gibt keine Hinweise, dass er selbst in Südamerika unterwegs war. Vielmehr weist vieles darauf hin, dass die Parzudakis ihre Lieferungen von Sammlern wie Justin Marie Goudot bekamen. Sclater berichte 1875 von einem Balg, der von Parzudaki als Aglaia chapoul gelabelt wurde und von einem Herrn Chapoul in Kolumbien gesammelt wurde.

## Dedikationsnamen
1843 ehrt ihn Lafresnaye im Namen der Rotstirntangare (Tangara parzudakii). René Primevère Lesson nannte gleich zwei Kolibriarten nach Parzudaki. So beschrieb er 1838 Ornismya Parzudhaki, ein Name der heute als Synonym für den Kubasmaragdkolibri (Riccordia ricordii) (Gervais, 1835) gilt, und 1840 Ornismya Parzudaki, ein Name der heute als Synonym für die Grünband-Sonnennymphe (Heliangelus exortis) (Fraser, 1840) steht. 1854 führte Heinrich Gottlieb Ludwig Reichenbach die Gattung Parzudakia, ein Synonym für Heliangelus Gould, 1848, ein. Da er Lessons Ornismya Parzudaki in die Gattung einordnete, leitet sich der Gattungsname wohl ursprünglich vom Artnamen ab, stellt aber keine weitere Widmung dar.

## Publikationen (Auswahl)
- Manakin nouveau, découvert par M. de Maussion Candé. In: Revue Zoologique par La Société Cuvierienne. Band 4, 1841, S. 306 (biodiversitylibrary.org).
- Manakin nouveau, découvert par M. de Maussion Candé. In: Magasin de zoologie, d’anatomie comparée et de palaeontologie (= 2). Band 5, 1843, S. Tafel 45 und Text (biodiversitylibrary.org).
- Nouvelle espèce d’Oiseau-Mouche. In: Revue Zoologique par La Société Cuvierienne. Band 7, 1845, S. 95 (biodiversitylibrary.org).
- Nouvelle espèce d’Oiseau-Mouche. In: Revue Zoologique par La Société Cuvierienne. Band 7, 1845, S. 253 (biodiversitylibrary.org).
- Description d’une nouvelle espèce du genre Iodopleurus (Lesson). In: Revue Zoologique par La Société Cuvierienne. Band 9, 1847, S. 186 (biodiversitylibrary.org).
- Description et figure d’une espèce D’Oiseaux-Mouche de la Républiques du Venezuela. In: Revue et magasin de zoologie pure et appliquée (= 2). Band 1, 1849, S. 273–274 (biodiversitylibrary.org).